# 걸즈 앤 판처 최종장 제4화
《걸즈 앤 판처 최종장 제4화》(일본어: ガールズ＆パンツァー 最終章 第4話, 영어: Girls und Panzer das Finale: Part IV)는 2023년 10월에 개봉한 일본의 액션, 코미디, 애니메이션, 드라마 영화이다.
 미즈시마 츠토무가 감독을 요시다 레이코가 각본을 맡았다.
 일본은 2023년 10월 6일에 대한민국은 2024년 1월 17일에 개봉되었다.

## 줄거리
준결승에서 케이조쿠 고교와 맞붙게 된 오아라이 여고는 그 동안 핵심 역할을 한

아귀팀이 초반에 저격을 당해 잃고 큰 위기에 빠지게 되는데 과연 이 위기를

넘기고 결승에 진출할수 있을 것인가?

한편 또 다른 준결승인 쿠로모리미네 여고와 세인트 글로리아나 여고의 승자는?

과연 결승전에 진출할 두 팀은 누가 될 것인가?

## 출연진
- 후치가미 마이 - 니시즈미 미호 목소리 역
- 카야노 아이 - 타케베 사오리 목소리 역
- 오자키 마미 - 이스즈 하나 목소리 역
- 나카가미 이쿠미 - 아키야마 유카리 목소리 역
- 이구치 유카 - 레이제이 마코 목소리 역
- 후쿠엔 미사토 - 카도타니 안즈 목소리 역